# Kishore Mahbubani

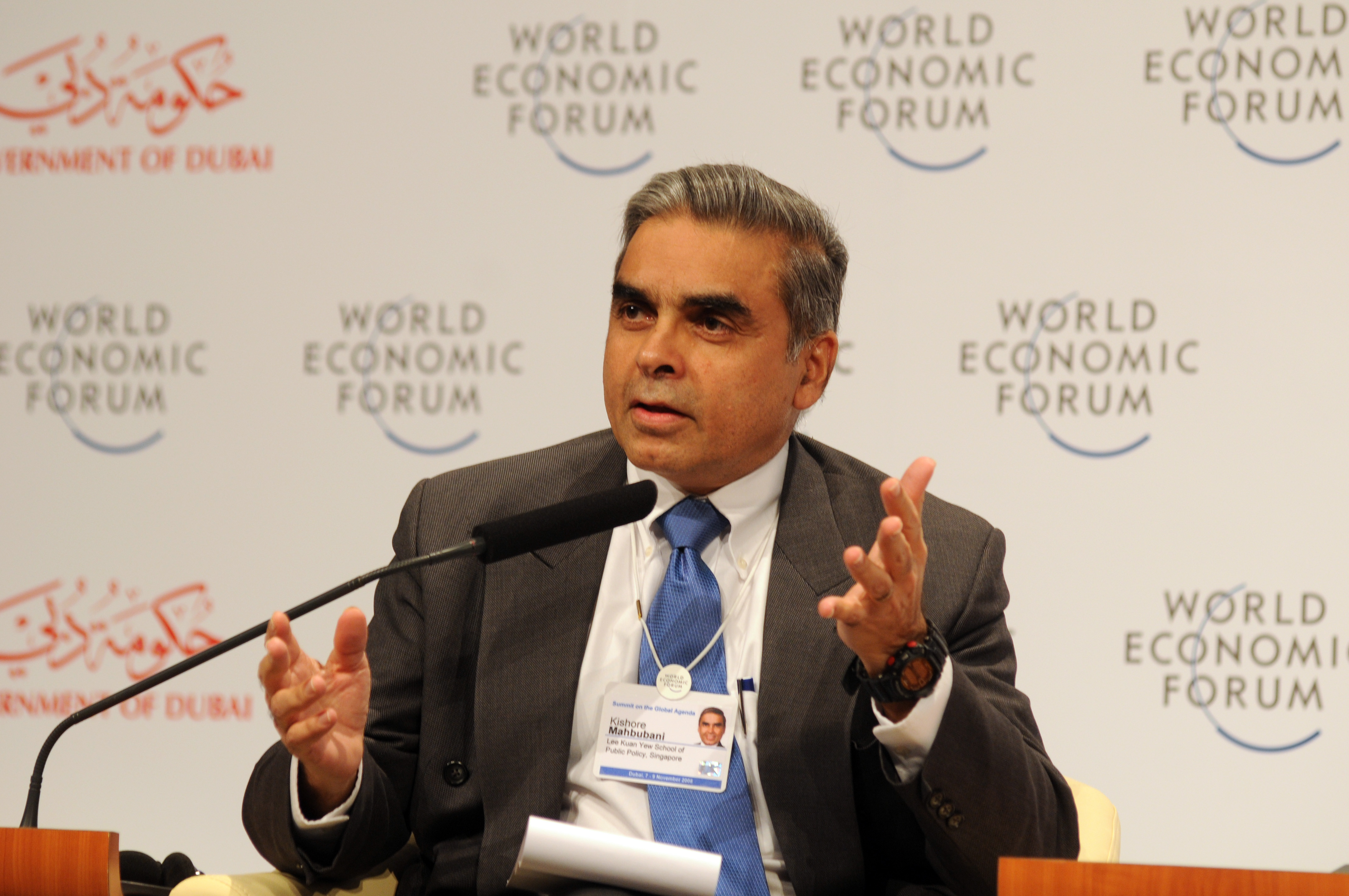
Kishore Mahbubani

Kishore Mahbubani (Singapore, 1948) is rector van de Lee Kuan Yew School of Public Policy van de National University of Singapore. Van 1971 tot 2004 werkte hij als diplomaat voor Singapore, laatstelijk als ambassadeur bij de Verenigde Naties. In die hoedanigheid was hij voorzitter van de Veiligheidsraad in januari 2001 en mei 2002.
Mahbubani werd in 2012 uitgeroepen tot een van de honderd beste denkers van de wereld.